# Lygodactylus montanus
Lygodactylus montanus — вид геконоподібних ящірок родини геконових (Gekkonidae). Ендемік Мадагаскару.

## Поширення і екологія
Lygodactylus montanus мешкають в горах на південному сході острова Мадагаскар, зокрема на горі Івоібе в гірському масиві Андрінгітра, в горах Андохахела та в горах регіону Анузі. Вони живуть на високогірних луках та серед скель, трапляються поблизу вологих тропічних лісів. Зустрічаються на висоті від 1500 до 1900 м над рівнем моря.